# Hemeroblemma isone
Hemeroblemma isone là một loài bướm đêm trong họ Erebidae.